# 明神下 神田川本店
明神下 神田川本店（みょうじんした かんだがわほんてん）は、東京都千代田区外神田二丁目にある鰻料理を対象とした飲食店である。江戸時代に創業した200年以上の歴史を持つ。現在の木造2階建の店舗は、1952年（昭和27年）に建てられた。

## 沿革と特徴
1805年（文化2年）に、神田茂七により創業した。創業者は武家の賄方（まかないかた）から転身した。2014年時点の店主の発言では、創業者は蒲焼の流行に乗じて身を転じた（御家人株も売却）という。
創業当時は青果市場（大根河岸）の人足という肉体労働者が主な顧客だったため、辛口のタレを使うようになり、人足は「薬っ食い」などと呼んで食べたという。当時はよしず張りの屋台店だった。店が被災してもタレが残ればよいという発想だった。その代わりに店主は店の危急の時にはタレを守ることが家訓となっており、2014年時点の店主も東日本大震災の際は震動の収束までタレの入った甕を抱えていたと取材に対して述べている。
2014年時点の店主はタレは「醤油とみりんを合わせて、2割ほど詰めたもの」で、使用した分だけ「元ダレ」を加えているといい、こうした繰り返しによって「味に年輪ができて、独特の旨味が加わります」と述べている。白焼と蒲焼は串を打ったまま客に出すが、それは「裂き3年、串打ち5年、焼き一生」とされる「職人の技、心意気を見せるためでもある」と店主は語っている。
1908年に刊行された清水晴嵐の『東京名物百人一首』（自費出版、小倉百人一首を擬した和歌100首の1首ごとに当時の東京名物を紹介）に、左京太夫顕輔の「秋風に たなびく雲の たえ間より もれいづる月の 影のさやけさ」を擬した「蒲焼を嗜（む）客の絶（へ）間なく もち出〔いづ〕る皿の 数乃多けき」という歌とともに「御蒲焼」「外神田 明神下 神田川」（実際には「神田川」の右と左に「外神田」「明神下」が配されている）の名義で掲載された。
江國滋は1969年の著書で、「神田川」は「仕事が雑になるから」という理由で土用の丑の日は休業すると記している。

## 交通アクセス
- JR中央線・総武線 - 御茶ノ水駅より徒歩6分
- JR山手線・京浜東北線 - 秋葉原駅より徒歩6分
- 東京メトロ銀座線 - 末広町駅より徒歩5分

## ギャラリー
- 公道から見る（2018年2月撮影）
- 玄関廻り（2018年2月撮影）
- 中庭（2018年2月撮影）